# Stoliczka affinis
Stoliczka affinis är en spindelart som beskrevs av Lodovico di Caporiacco 1935. Stoliczka affinis ingår i släktet Stoliczka och familjen vårdnätsspindlar. Inga underarter finns listade i Catalogue of Life.